# Bauhinia roxburghiana
Bauhinia roxburghiana là một loài thực vật có hoa trong họ Đậu. Loài này được Voigt miêu tả khoa học đầu tiên.